# Callodictya kruperi
Callodictya kruperi är en insektsart som först beskrevs av Franz Xaver Fieber 1872.  Callodictya kruperi ingår i släktet Callodictya och familjen Dictyopharidae. Utöver nominatformen finns också underarten C. k. moreana.